# Yunnanilus discoloris
Yunnanilus discoloris е вид лъчеперка от семейство Nemacheilidae. Видът е критично застрашен от изчезване.

## Разпространение
Разпространен е в Китай (Юннан).

## Описание
Популацията на вида е намаляваща.